# Ulrich Thieme

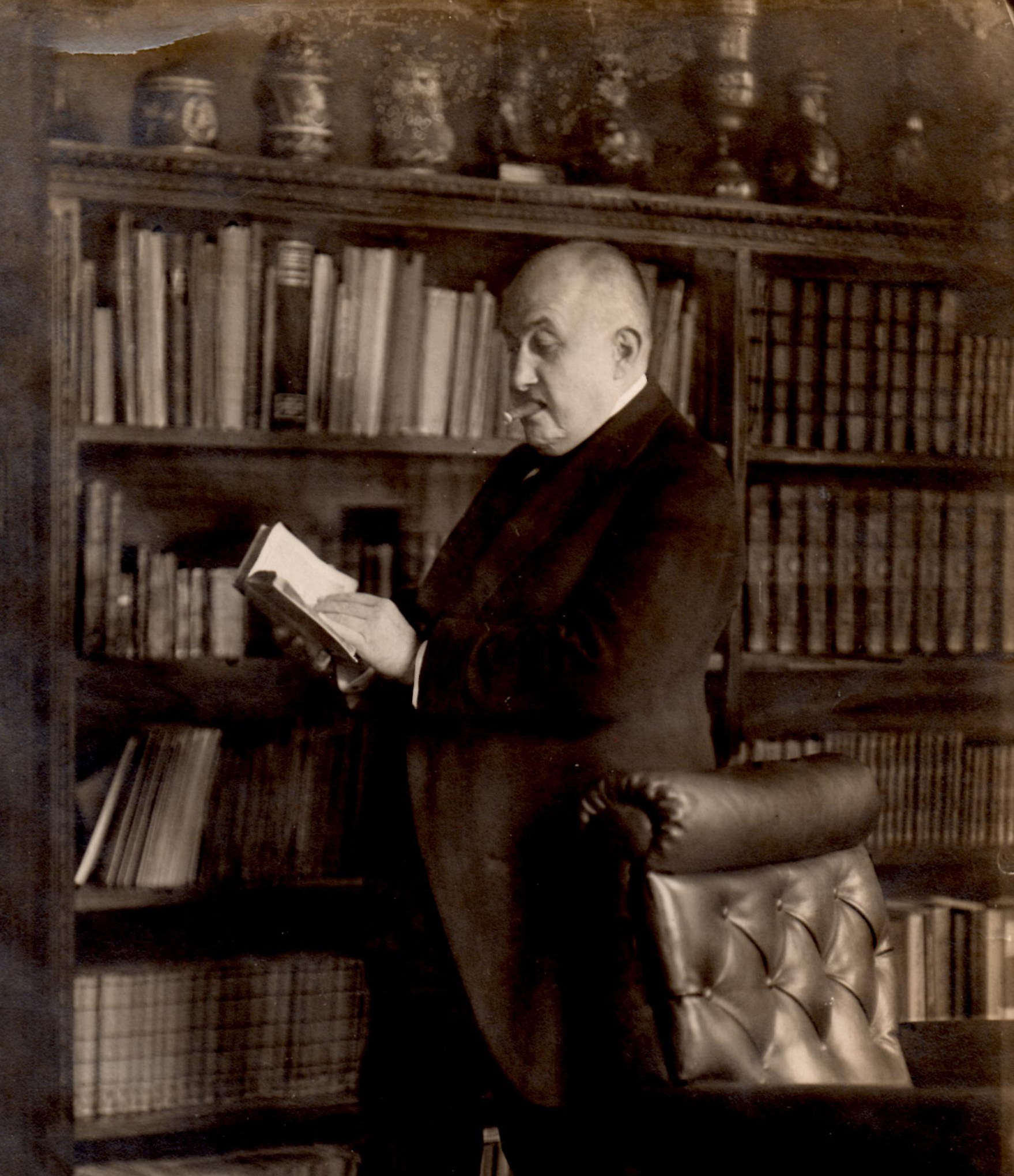
Ulrich Thieme

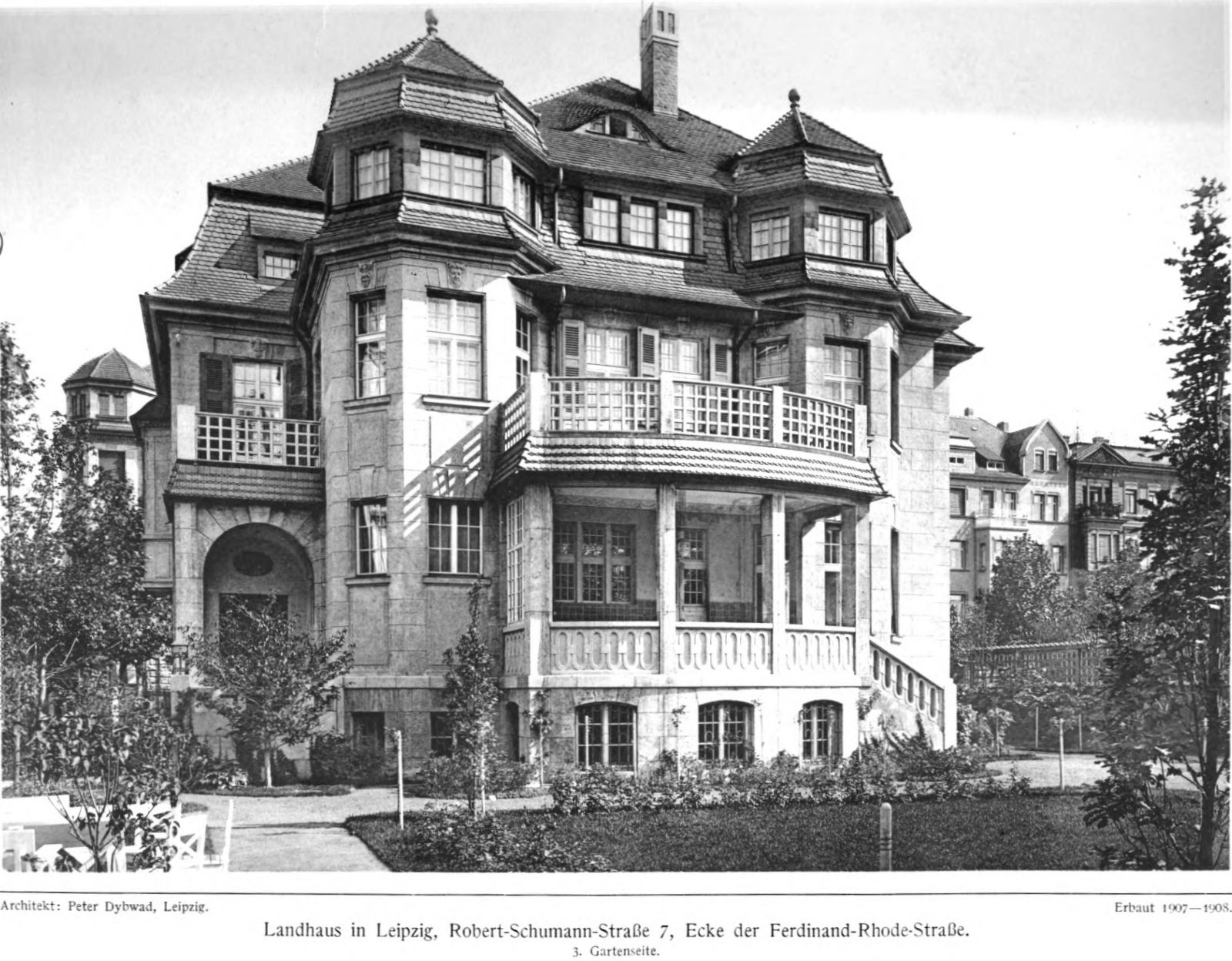
Villa Ulrich Thieme a Lipsia, vista giardino

Conrad Ulrich Thieme (Lipsia, 31 gennaio 1865 – Lipsia, 25 marzo 1922) è stato uno storico dell'arte e lessicografo tedesco.

## Biografia
Era figlio del ricco industriale e collezionista d'arte Alfred Thieme (1830-1906) e fratello dell'editore Georg Thieme (1860-1925).
Frequentò l'Alte Nikolaischule a Lipsia e superò l'esame di maturità nel 1886. Inizialmente si iscrisse alla Ruprecht-Karls-Universität di Heidelberg per studiare chimica e fisica e divenne attivo nel Corpo Guestphalia Heidelberg nel 1886. Si trasferì poi all'Università Humboldt di Berlino e all'Università di Lipsia. Nel 1887 si unì anche al Corpo Misnia Lipsia. Nel 1888 passò a studiare la storia dell'arte e l'archeologia classica a Lipsia. Con una tesi sul pittore e artista grafico Hans Schaufelin, nel 1892 ottenne un dottorato di ricerca. Dopo aver viaggiato in vari paesi, fu volontario, con Wilhelm von Bode, alla Gemäldegalerie di Berlino dal 1893 al 1896, come assistente di ricerca e, successivamentemente, come assistente alla direzione.
Dal 1896 divenne finanziariamente indipendente a Lipsia come studioso privato. Nel 1898/1899 fu con Richard Graul redattore della Zeitschrift für bildende Kunst della casa editrice EA Seemann. Inoltre, nel 1898 iniziò, con Felix Becker, i lavori preparatori per la sua opera principale, la pubblicazione del Lessico generale degli artisti raffinati dall'antichità ad oggi ("Thieme-Becker"). Il volume 1 venne pubblicato da Wilhelm Engelmann a Lipsia nell'ottobre 1907. Con il volume 4 (1910) Felix Becker si dimise dal ruolo di editore a causa di una malattia e nel 1911 la casa editrice EA Seemann rilevò la pubblicazione. Dal volume 5 (1911) al volume 13 (1920), Thieme fu l'unico editore, e per il volume 14 (1921) e il 15 (1922) lavorò assieme a Fred. C. Willis.
Nel 1907/1908 fece costruire una villa sul lotto d'angolo di Robert-Schumann-Straße 7/Ferdinand-Rhode-Straße su progetto dell'architetto di Lipsia, Peter Dybwad.

## Opere
- Galerie Alfred Thieme in Leipzig. Breitkopf & Härtel, Leipzig 1900 (Digitalizzata).
- Sammlung Jul. Otto Gottschald in Leipzig. Breitkopf & Härtel, Leipzig 1901.
- mit Felix Becker: Künstler-Lexikon, in: Spemanns goldenes Buch der Kunst. Spemann, Berlin / Stuttgart 1901, S. 429–508 (Digitalizzata).

## Editore
- Allgemeines Lexikon der bildenden Künstler von der Antike bis zur Gegenwart. Volumi 1–15, Engelmann, später E. A. Seemann, Leipzig 1907–1922.